# Chromalizus fragrans
Chromalizus fragrans es una especie de escarabajo longicornio del género Chromalizus, tribu Callichromatini, subfamilia Cerambycinae. Fue descrita científicamente por Dalman en 1817.

## Descripción
Mide 18-27 milímetros de longitud.

## Distribución
Se distribuye por Angola, Benín, Camerún, Costa de Marfil, Ghana, Gabón, Guinea, República Centroafricana, República Democrática del Congo, República del Congo, Sierra Leona, Tanzania y Togo.